# هانگ لونگ
هانگ لونگ به معنای اژدهای زرد منطقه‌ای تاریخی با مناظر زیبا در شمال غربی سیچوان، چین است.این منطقه برای استخرهای رنگارنگ خود، و همچنین اکوسیستم‌های جنگلی متنوع، قله‌های پوشیده از برف، آبشارها و چشمه‌های آب گرمش، شناخته شده‌است.بسیاری از گونه‌های در حال انقراض  از جمله پاندای بزرگ و میمون پوزه پهن طلایی سیچوان نیز در این منطقه زندگی می‌کنند.منطقه ی تاریخی سیاحتی هانگ لونگ در سال ۱۹۹۲ در میراث طبیعی یونسکو ثبت گردید.

## نگارخانه

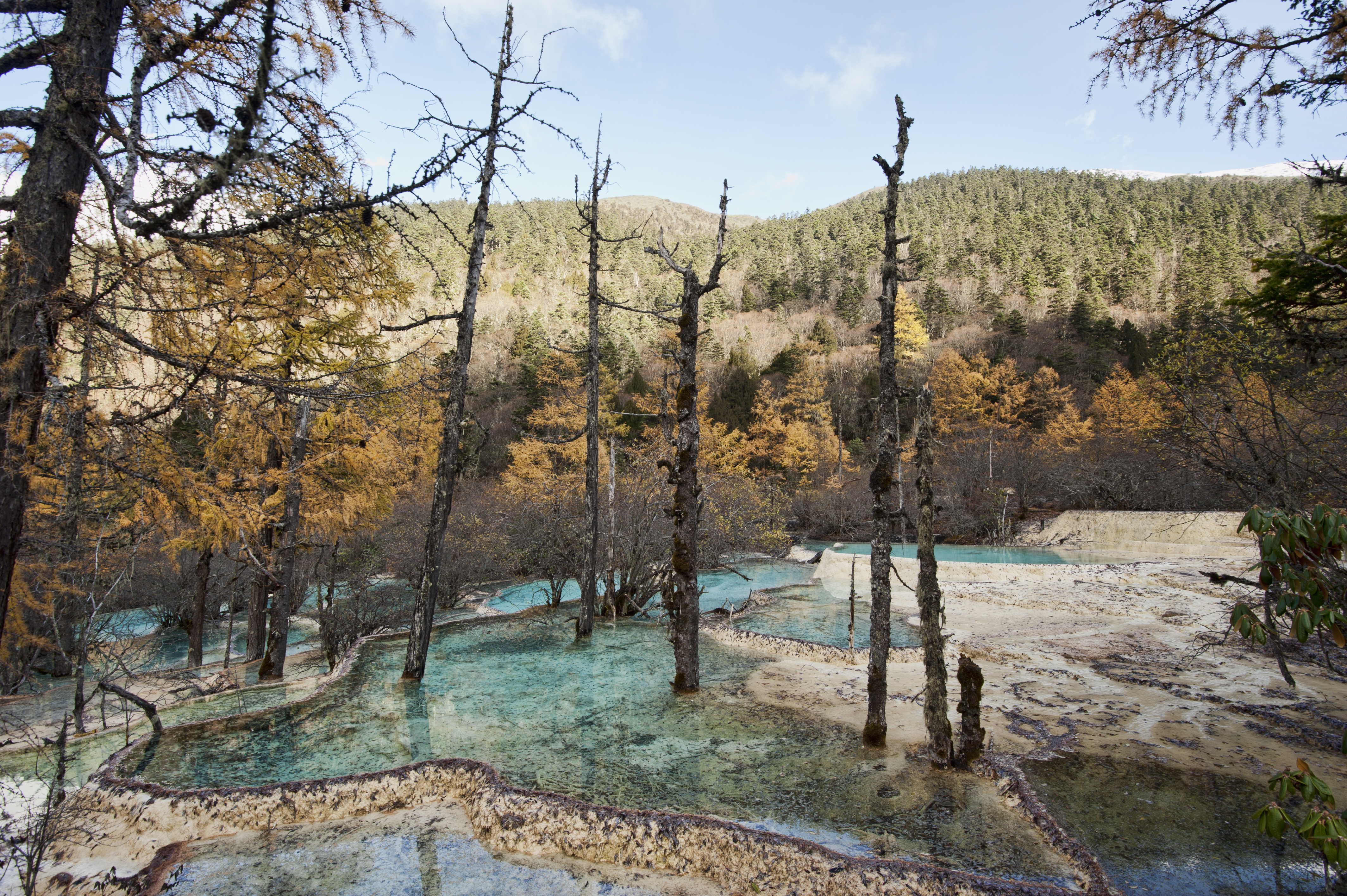
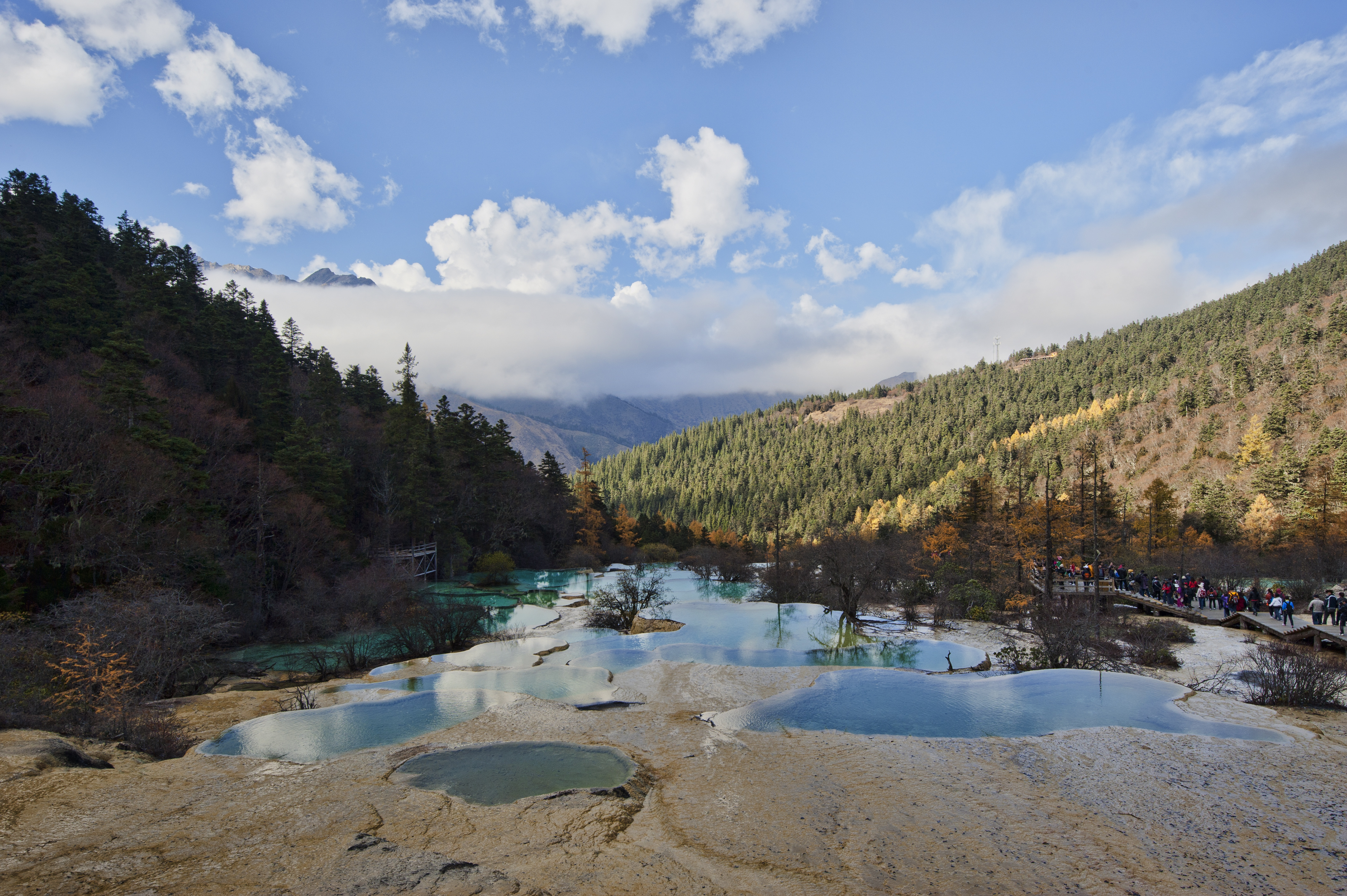
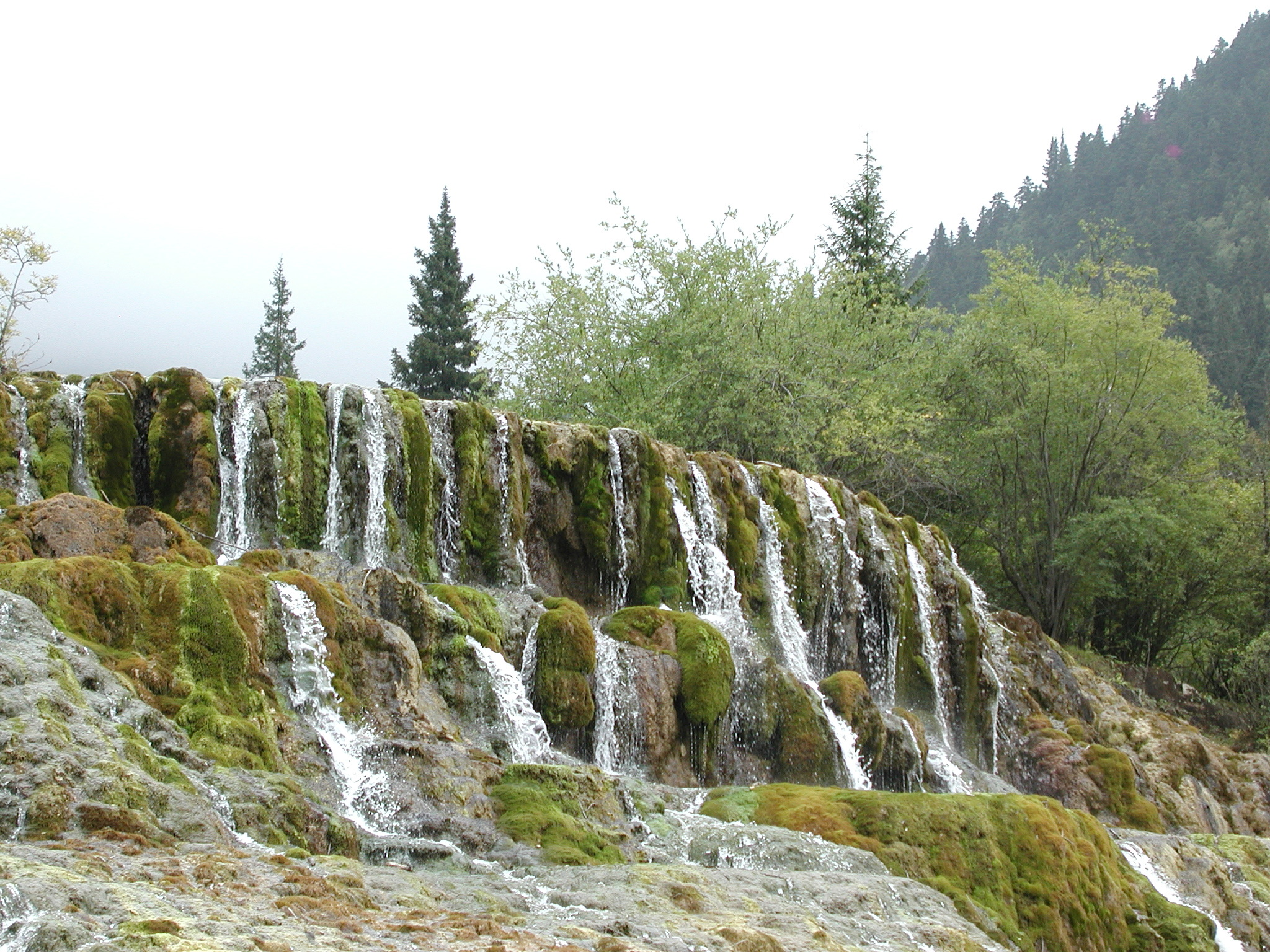
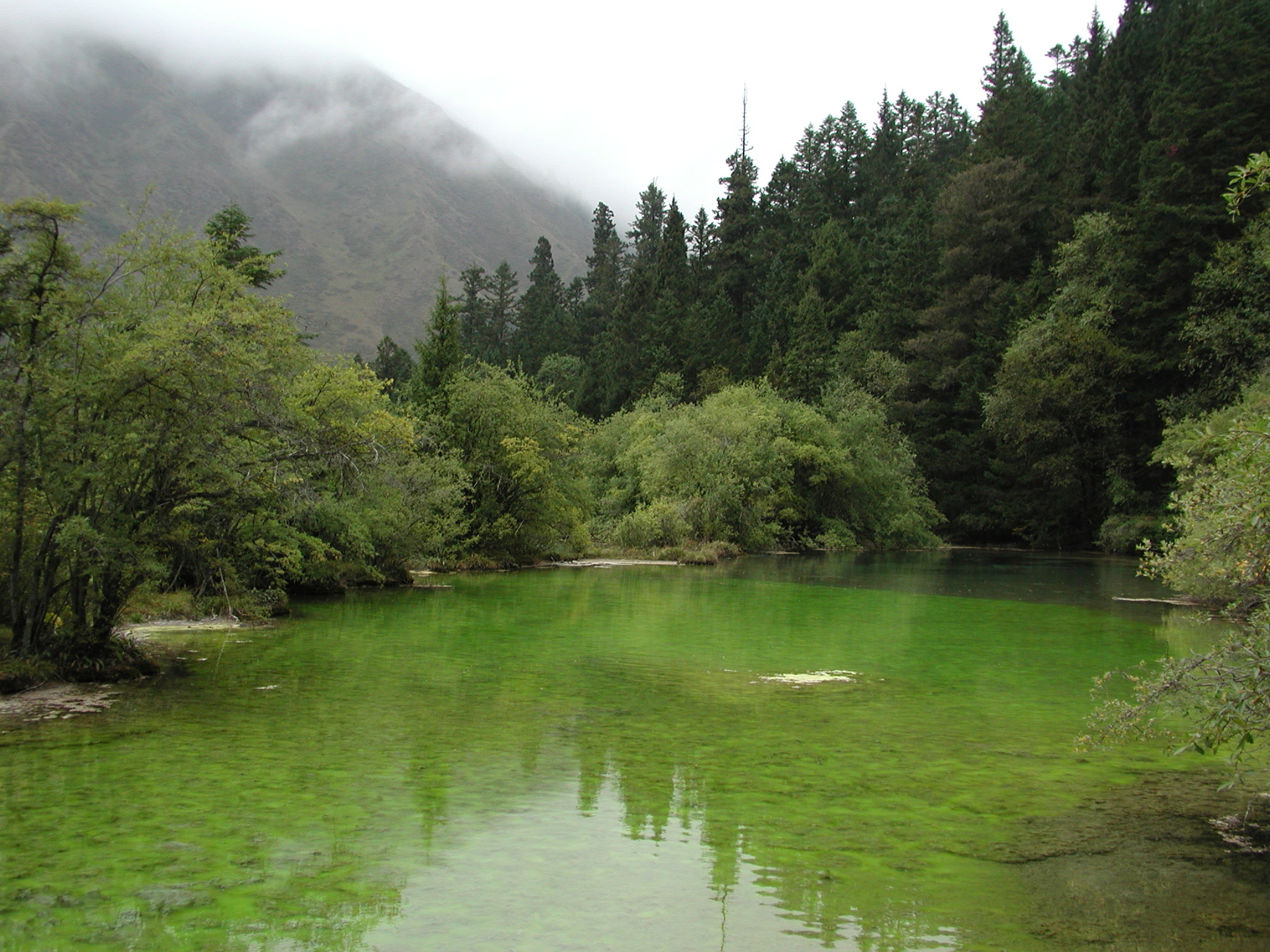
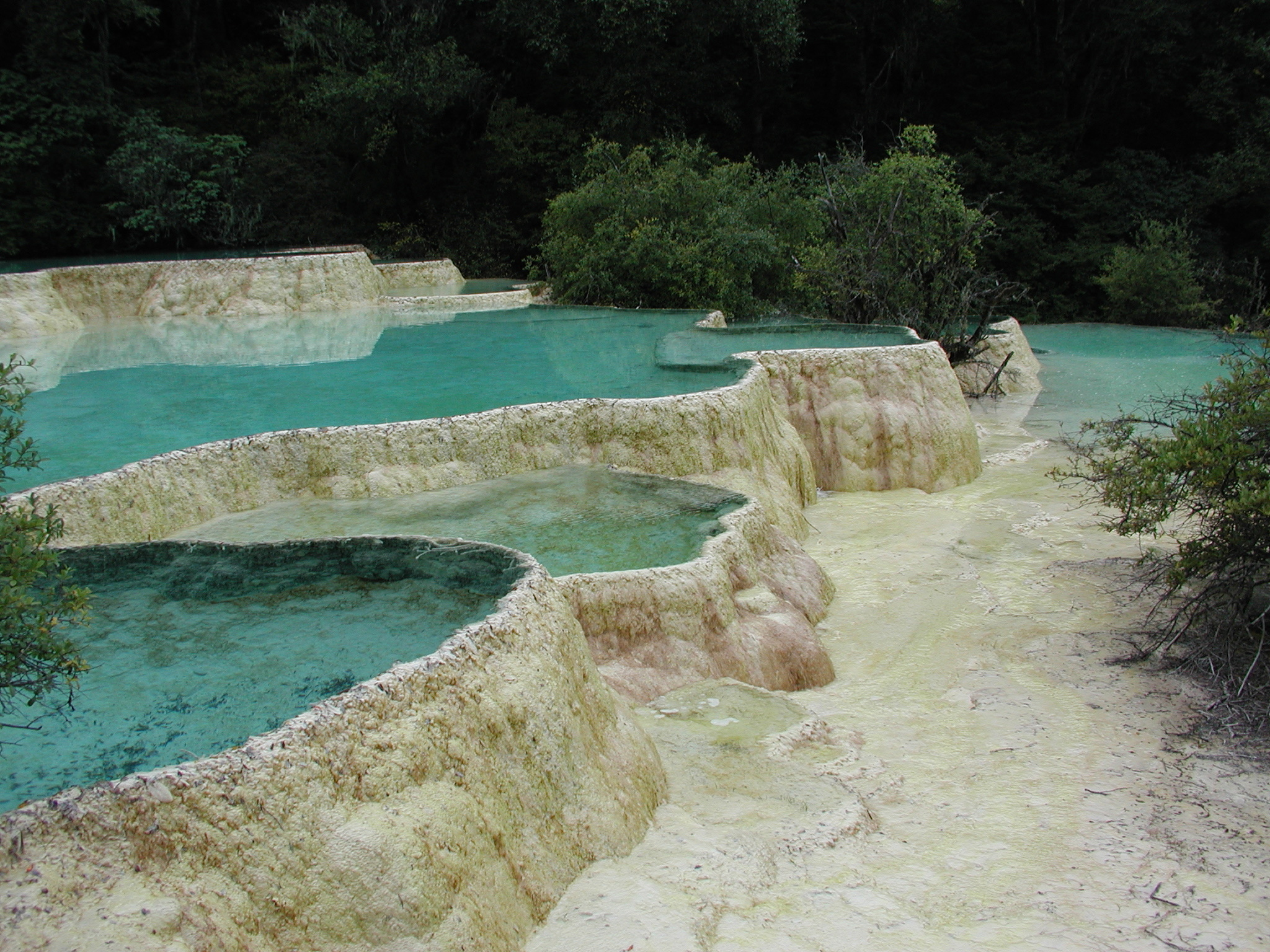
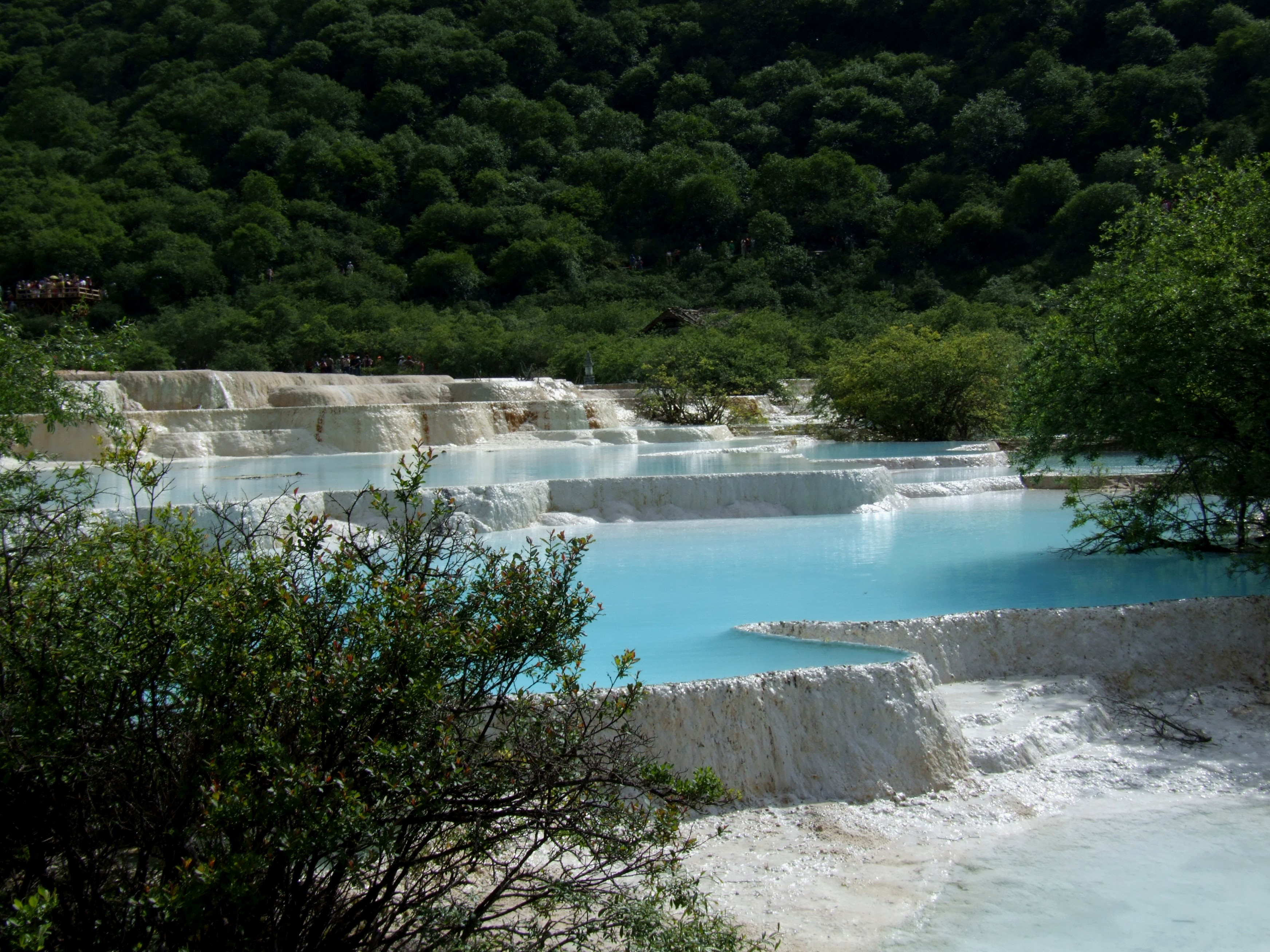
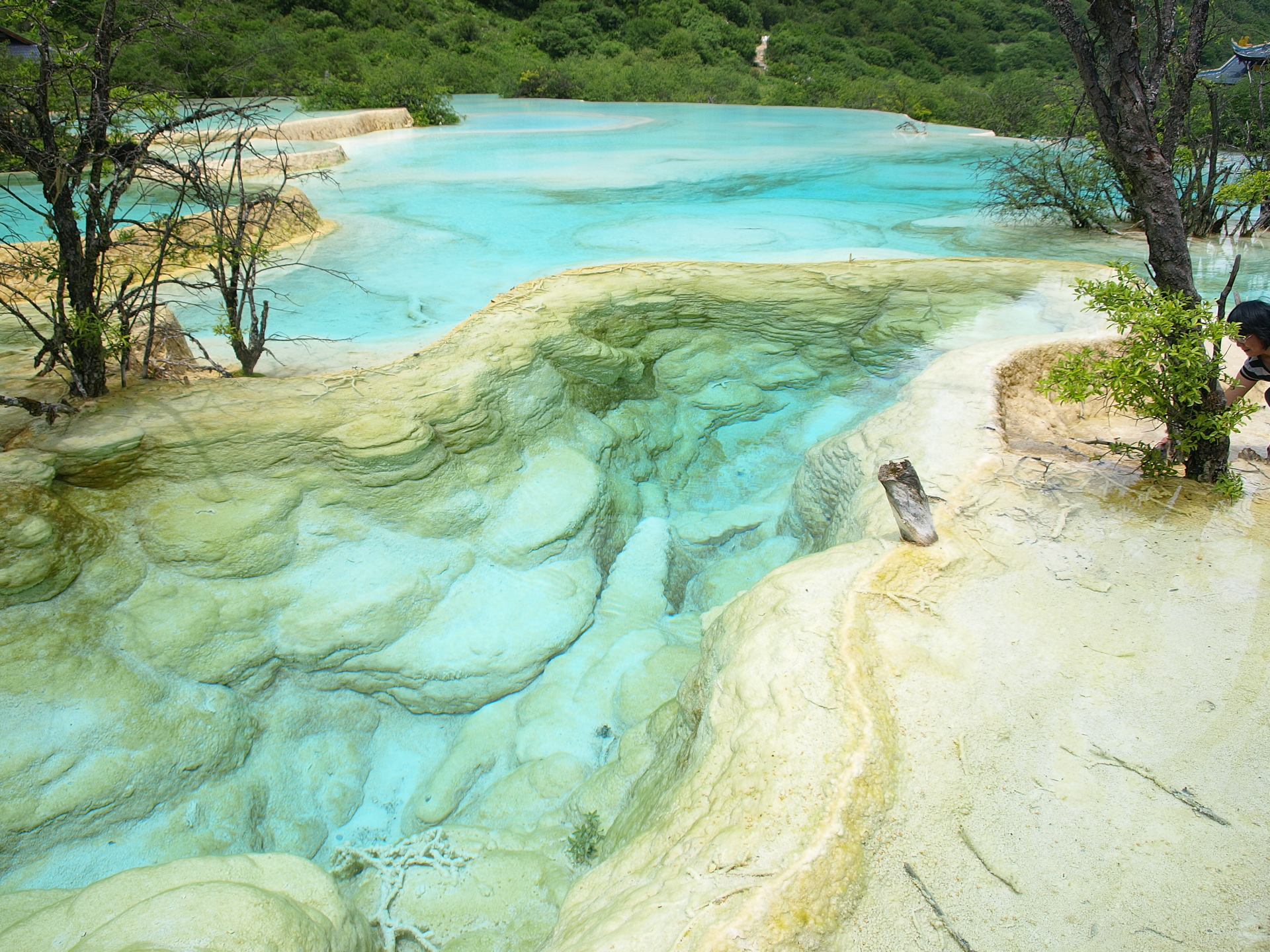
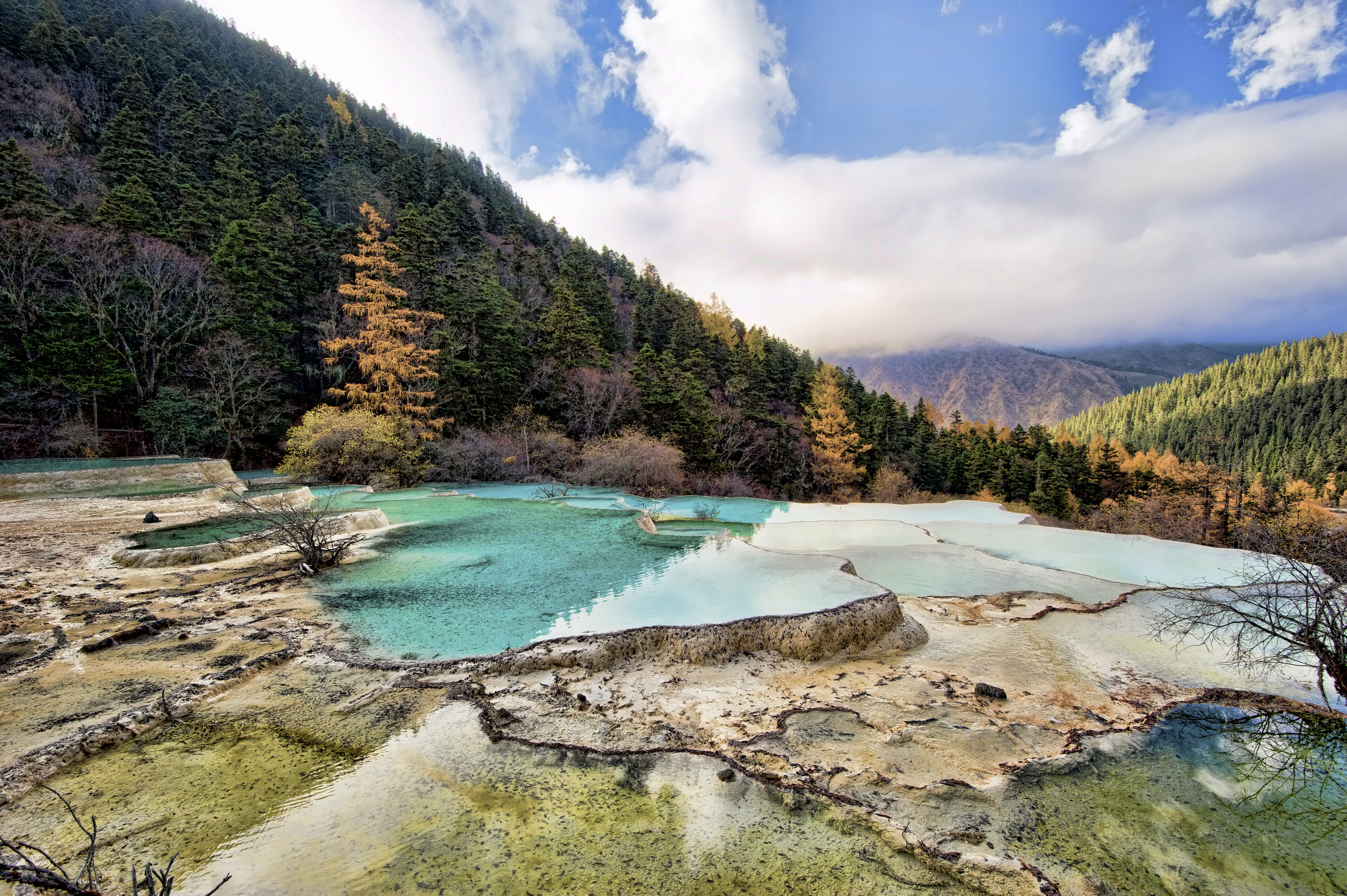